# 초등대수학
초등대수학(Elementary algebra)은 수학의 주요 분야 중 하나인 대수학의 기본 개념 중 일부를 포함한다. 이 학문은 일반적으로 중등 학교 학생들에게 가르치고 산술에 대한 이해를 바탕으로 한다. 산술이 지정된 숫자를 다루는 반면, 대수는 변수로 알려진 고정 값이 없는 양을 도입한다. 이러한 변수의 사용은 대수 표기법의 사용과 산술에 도입된 연산의 일반 규칙에 대한 이해를 수반한다. 추상 대수학과 달리 초등대수학은 실수 및 복소수 영역 밖의 대수 구조와 관련이 없다.
수량을 표시하기 위해 변수를 사용하면 수량 간의 일반적인 관계를 공식적이고 간결하게 표현할 수 있으므로 더 넓은 범위의 문제를 해결할 수 있다. 과학과 수학의 많은 양적 관계는 대수 방정식으로 표현된다.

## 대수 표기법
대수 표기법은 수학적 표현을 작성하기 위한 규칙과 관례뿐만 아니라 표현의 일부에 대해 이야기하는 데 사용되는 용어를 설명한다.
계수는 변수를 곱하는 숫자 값 또는 숫자 상수를 나타내는 문자이다(연산자는 생략됨). 항은 더하기 및 빼기 연산자에 의해 다른 항과 분리될 수 있는 계수, 변수, 상수 및 지수를 가리킨다. 문자는 변수와 상수를 나타낸다. 관례에 따라 알파벳 시작 부분의 문자(예: {\displaystyle a,b,c} )는 일반적으로 상수를 나타내는 데 사용되며 알파벳의 끝 부분(예: {\displaystyle x,y} 및 z )는 변수를 나타내는 데 사용된다. 일반적으로 이탤릭체로 작성된다.
대수 연산 은 더하기, 빼기, 곱하기, 나누기 및 지수와 같은 산술 연산과 같은 방식으로 작동한다. 대수 변수 및 용어에 적용된다. 곱셈 기호는 일반적으로 생략되며 두 변수 또는 항 사이에 공백이 없거나 계수가 사용될 때 암시된다. 예를 들어, {\displaystyle 3\times x^{2}} 로 쓰여진다 {\displaystyle 3x^{2}}, 그리고 {\displaystyle 2\times x\times y} 쓰여질 수 있다 {\displaystyle 2xy} .
일반적으로 가장 높은 거듭제곱( 지수 )을 가진 항은 왼쪽에 기록된다. 예를 들어, {\displaystyle x^{2}} x 의 왼쪽에 쓴다. 계수가 1이면 일반적으로 생략된다(예: {\displaystyle 1x^{2}}는 {\displaystyle x^{2}}으로 쓴다 ). 마찬가지로 지수(제곱)가 1일 때(예: {\displaystyle 3x^{1}}는 {\displaystyle 3x}로 쓴다). 지수가 0이면 결과는 항상 1이다(예: {\displaystyle x^{0}} 은 1이다 )로 다시 작성된다. 하지만 {\displaystyle 0^{0}}, 정의되지 않았으므로 표현식에 나타나지 않아야 하며 변수가 지수에 나타날 수 있는 표현식을 단순화하는 데 주의해야 한다.

### 대체 표기법
다른 유형의 표기법은 필요한 형식을 사용할 수 없거나 문자와 기호만 사용할 수 있는 경우와 같이 암시할 수 없는 경우 대수식에 사용된다. 이에 대한 설명으로 지수는 일반적으로 위 첨자를 사용하여 형식이 지정된다. 예: {\displaystyle x^{2}}, 일반 텍스트 및 TeX 마크업 언어에서 캐럿 기호 "^"는 지수를 나타낸다. {\displaystyle x^{2}} "x^2"., 및 Lua와 같은 일부 프로그래밍 언어로 작성된다. Ada, Fortran, Perl, 파이썬 및 Ruby, 같은 프로그래밍 언어에서는 이중 별표가 사용되므로 {\displaystyle x^{2}} "x**2"로 작성된다. 많은 프로그래밍 언어와 계산기는 곱셈 기호를 나타내기 위해 단일 별표를 사용한다. 예를 들어 다음과 같이 명시적으로 사용해야 한다. {\displaystyle 3x} "3*x"로 기록된다.

## 개념

### 변수

원의 지름과 원주 사이의 관계를 보여주는 변수의 예. 모든 원에 대해 둘레 를 직경 로 나눈 값은 상수 pi와 같다. (약 3.14).

초등대수학은 일반(지정되지 않은) 숫자를 나타내는 변수라는 문자를 도입하여 산술을 구축하고 확장한다. 이것은 여러 가지 이유로 유용하다.
1. 변수는 값이 아직 알려지지 않은 숫자를 나타낼 수 있다 . 예를 들어, 오늘의 온도 C가 전날의 온도 P보다 20도 높으면 문제는 대수적으로 다음과 같이 설명할 수 있다. {\displaystyle C=P+20} .[21]
2. 변수를 사용하면 관련된 양의 값을 지정하지 않고[22] 일반적인 문제를 설명할 수 있다. 예를 들어 5분은 다음과 같다고 구체적으로 말할 수 있다. {\displaystyle 60\times 5=300} 초. 보다 일반적인(대수적) 설명은 초 수, {\displaystyle s=60\times m}, 여기서 m은 분 수이다.
3. 변수를 사용하면 변할 수 있는 수량 간의 수학적 관계를 설명할 수 있다.[23] 예를 들어, 원의 둘레 c 와 지름 d 사이의 관계는 다음과 같이 설명된다. {\displaystyle \pi =c/d} .
4. 변수를 사용하면 몇 가지 수학적 속성을 설명할 수 있다. 예를 들어, 덧셈의 기본 속성은 함께 더해지는 숫자의 순서가 중요하지 않다는 가환성이다. 교환성은 다음과 같이 대수적으로 표현된다. {\displaystyle (a+b)=(b+a)} .[24]

### 표현식 단순화
산술 연산의 기본 속성( 더하기, 빼기, 곱하기, 나누기 및 지수 )을 기반으로 대수 표현식을 평가하고 단순화할 수 있다. 예를 들어,
- 추가된 항은 계수를 사용하여 단순화된다. 예를 들어, {\displaystyle x+x+x} 다음과 같이 단순화할 수 있다. {\displaystyle 3x} (여기서 3은 수치 계수임).
- 곱한 항은 지수를 사용하여 단순화된다. 예를 들어, {\displaystyle x\times x\times x} 로 표현된다 {\displaystyle x^{3}}
- 예를 들어,[25]과 같은 용어가 함께 추가된다. {\displaystyle 2x^{2}+3ab-x^{2}+ab} 로 쓰여진다 {\displaystyle x^{2}+4ab}, 포함하는 용어 때문에 {\displaystyle x^{2}} 함께 추가되고, 다음을 포함하는 용어 {\displaystyle ab} 함께 추가된다.
- 대괄호는 분배적 속성을 사용하여 "곱할 수 있다". 예를 들어, {\displaystyle x(2x+3)} 다음과 같이 쓸 수 있다. {\displaystyle (x\times 2x)+(x\times 3)} 다음과 같이 쓸 수 있는 {\displaystyle 2x^{2}+3x}
- 표현식을 인수분해할 수 있다. 예를 들어, {\displaystyle 6x^{5}+3x^{2}}, 두 항을 다음으로 나누어 {\displaystyle 3x^{2}} 다음과 같이 쓸 수 있다. {\displaystyle 3x^{2}(2x^{3}+1)}

### 등식
등식은 같음 기호 = ( 등호 )를 사용하여 두 식이 같음을 나타낸다. 가장 잘 알려진 등식 중 하나는 직각삼각형의 변의 길이와 관련된 피타고라스의 법칙을 설명한다.
{\displaystyle c^{2}=a^{2}+b^{2}}
이 방정식은 다음을 나타낸다. {\displaystyle c^{2}} 빗변인 변의 길이의 제곱을 나타내는, 직각의 반대 변은 길이가 a 와 b 로 표시되는 다른 두 변의 제곱의 합(덧셈)과 같다.

#### 평등의 속성
정의에 따르면 평등은 등가 관계이며, 이는 속성이 (a) 재귀적 (즉, {\displaystyle b=b} ), (b) 대칭 (즉, {\displaystyle a=b} 그 다음에 {\displaystyle b=a} ) (c) 타동사 {\displaystyle a=b} 그리고 {\displaystyle b=c} 그 다음에 {\displaystyle a=c} ). 또한 두 개의 기호가 동일한 것에 사용되면 첫 번째에 대한 참 진술에서 하나의 기호가 다른 것으로 대체될 수 있고 그 진술은 참으로 유지된다는 중요한 속성을 충족한다. 이는 다음 속성을 의미한다.
- 만약 {\displaystyle a=b} 그리고 {\displaystyle c=d} 그 다음에 {\displaystyle a+c=b+d} 그리고 {\displaystyle ac=bd} ;
- 만약 {\displaystyle a=b} 그 다음에 {\displaystyle a+c=b+c} 그리고 {\displaystyle ac=bc} ;
- 더 일반적으로, 어떤 함수 f 에 대해, 만약 {\displaystyle a=b} 그 다음에 {\displaystyle f(a)=f(b)} .

#### 부등식의 속성
~보다 작은 관계 {\displaystyle <} 그리고 ~보다 큰 {\displaystyle >} 속성이 있다:
- 만약에 {\displaystyle a<b} 그리고 {\displaystyle b<c} 그 다음에 {\displaystyle a<c} ;
- 만약에 {\displaystyle a<b} 그리고 {\displaystyle c<d} 그 다음에 {\displaystyle a+c<b+d} ;[30]
- 만약에 {\displaystyle a<b} 그리고 {\displaystyle c>0} 그 다음에 {\displaystyle ac<bc} ;
- 만약에 {\displaystyle a<b} 그리고 {\displaystyle c<0} 그 다음에 {\displaystyle bc<ac} .

부등식을 반대로 하면, {\displaystyle <} 그리고 {\displaystyle >} 예를 들어로 바꿀 수 있다.
- {\displaystyle a<b} 와 동등하다 {\displaystyle b>a}

### 치환
치환은 새 표현식을 만들기 위해 표현식의 용어를 바꾸는 것이다. a a*5 표현식에서 3을 대입하면 15 를 의미하는 새로운 표현식 3*5 가 된다. 진술의 조건을 치환하면 새로운 진술이 된다. 원래의 명제가 항의 값과 관계없이 참이면 치환에 의해 생성된 명제도 참이다. 따라서 정의는 상징적 용어로 만들어지고 치환을 통해 해석될 수 있다.

## 대수 방정식 풀기
선형 방정식은 플로팅될 때 직선을 설명하기 때문에 이른바 선형 방정식이다. 풀기 가장 간단한 방정식은 변수가 하나만 있는 선형 방정식이다. 지수가 없는 상수와 단일 변수만 포함한다. 예를 들어 다음을 고려하십시오.
단어 문제: 아이의 나이를 두 배로 늘리고 4를 더하면 결과는 12이다. 아이는 몇 살입니까?
등가 방정식: {\displaystyle 2x+4=12} 여기서 x 는 어린이의 나이를 나타낸다.
이러한 종류의 방정식을 풀기 위해 방정식의 한 쪽에서 변수를 분리하기 위해 방정식의 양쪽에 같은 수를 더하거나 빼거나 곱하거나 나누는 기술이다. 변수가 분리되면 방정식의 다른 쪽은 변수 값이다. 이 문제와 해결 방법은 다음과 같다.
| 1. 풀이 방정식:                   | {\displaystyle 2x+4=12}                        |
| 2. 양쪽에서 4를 뺀다.             | {\displaystyle 2x+4-4=12-4}                    |
| 3. 이렇게 하면 다음이 간소화된다. | {\displaystyle 2x=8}                           |
| 4. 양변을 2로 나눈다.             | {\displaystyle {\frac {2x}{2}}={\frac {8}{2}}} |
| 5. 이것은 답을 단순화한다.        | {\displaystyle x=4}                            |

즉, 아이는 4 살이다.

### 두 개의 변수가 있는 선형 방정식

두 개의 선형 방정식이 교차하는 지점에서 고유한 솔루션을 사용하여 푼다.

두 개의 변수가 있는 선형 방정식에는 많은(즉, 무한한 수) 해가 있다. 예를 들어:
말의 문제: 아버지는 아들보다 22살이 많다. 그들을 몇 살 이니?
등가 방정식: {\displaystyle y=x+22} 여기서 y 는 아버지의 나이이고 x 는 아들의 나이이다.
그것은 스스로 해결할 수 없다. 아들의 나이가 알려지면 더 이상 두 개의 미지수(변수)가 없을 것이다. 그러면 문제는 위에서 설명한 대로 풀 수 있는 변수가 하나만 있는 선형 방정식이 된다.
두 개의 변수(알 수 없음)가 있는 선형 방정식을 풀려면 두 개의 관련 방정식이 필요하다. 예를 들어 다음과 같은 사실도 밝혀진 경우:
단어의 문제
10년 후에는 아버지의 나이가 아들의 두 배이다.
등가 방정식
{\displaystyle {\begin{aligned}y+10&=2\times (x+10)\\y&=2\times (x+10)-10\\y&=2x+20-10\\y&=2x+10\end{aligned}}}
이제 두 개의 관련된 선형 방정식이 있다. 각각은 두 개의 미지수를 가지고 있다. 이를 통해 하나의 변수를 다른 변수에서 빼서 선형 방정식을 생성할 수 있다(제거 방법이라고 함).
{\displaystyle {\begin{cases}y=x+22&\\y=2x+10&\end{cases}}}
{\displaystyle {\begin{aligned}0&=x-12&&\\12&=x&&\\x&=12&&\end{aligned}}}

### 이차 방정식
이차 방정식은 지수가 2인 항을 포함하는 방정식이다. 예를 들어, {\displaystyle x^{2}}, 지수가 더 높은 항은 없다. 이름은 정사각형을 의미하는 라틴어 quadrus에서 파생된다. 일반적으로 이차 방정식은 다음과 같이 표현할 수 있다. {\displaystyle ax^{2}+bx+c=0}, 여기서 a는 0이 아니다(0이면 방정식은 2차가 아니라 선형이 된다). 이 때문에 이차 방정식에는 다음 항이 포함되어야 한다. {\displaystyle ax^{2}}, 이는 2차 항으로 알려져 있다. 따라서 {\displaystyle a\neq 0}, 그래서 우리는 방정식을 a 나누고 방정식을 표준 형식으로 재정렬할 수 있다.
{\displaystyle x^{2}+px+q=0}
어디 {\displaystyle p={\frac {b}{a}}} 그리고 {\displaystyle q={\frac {c}{a}}} . 이것을 풀기 위한 공식은 다음과 같다.
{\displaystyle x={\frac {-b\pm {\sqrt {b^{2}-4ac}}}{2a}},}

### 지수 및 로그 방정식
지수 방정식은 다음과 같은 형식을 갖는 방정식이다. {\displaystyle a^{x}=b} ({\displaystyle a>0}), 풀이는 다음과 같다.
{\displaystyle X=\log _{a}b={\frac {\ln b}{\ln a}}}
{\displaystyle b>0}일 때는 그러하다. 기본 대수 기술은 솔루션에 도달하기 전에 위의 방식으로 주어진 방정식을 다시 작성하는 데 사용된다. 예를 들어
{\displaystyle 3\cdot 2^{x-1}+1=10}
그런 다음 방정식의 양변에서 1을 빼고 양변을 3으로 나누면 다음을 얻는다.
{\displaystyle 2^{x-1}=3}
어떻게
{\displaystyle x-1=\log _{2}3}
{\displaystyle x=\log _{2}3+1.}

## 같이 보기
- 이항 연산
- 가우스 소거법
- 수학 교육
- 수직선 (수학)
- 다항식